# Quý Hợi
Quý Hợi (chữ Hán: 癸亥) là kết hợp thứ 60 trong hệ thống đánh số Can Chi của người Á Đông. Nó được kết hợp từ thiên can Quý (Thủy âm) và địa chi Hợi (lợn). Trong chu kỳ của lịch Trung Quốc, nó xuất hiện trước Giáp Tý và sau Nhâm Tuất.

## Các năm Quý Hợi
Giữa năm 1700 và 2200, những năm sau đây là năm Quý Hợi (lưu ý ngày được đưa ra được tính theo lịch Việt Nam, chưa được sử dụng trước năm 1967):
- 1743
- 1803
- 1863
- 1923 (16 tháng 2, 1923 – 4 tháng 2, 1924)
- 1983 (13 tháng 2, 1983 – 1 tháng 2, 1984)
- 2043 (10 tháng 2, 2043 – 29 tháng 1, 2044)
- 2103
- 2163
- 2223